# پائولینیو (بازیکن فوتبال، زاده ۱۹۸۲)
پائولو آنتونیو دی اولیویرا (به پرتغالی: Paulo Antonio de Oliveira) مهاجم اهل برزیل است که در شهر کویابا و در تاریخ ۱۶ ژوئیهٔ ۱۹۸۲ به دنیا آمده‌است.
پائولو آنتونیو دی اولیویرا در تیم‌های فوتبال اتلتیکو مینیرو، باشگاه فوتبال الاهلی عربستان سعودی، Dorados de Sinaloa، باشگاه فوتبال کیوتو سانگا، باشگاه ورزشی اسپورت رسیفی، باشگاه فوتبال ونتفورت کوفو سابقهٔ حضور دارد.